# Botanophila verticella
Botanophila verticella este o specie de muște din genul Botanophila, familia Anthomyiidae. A fost descrisă pentru prima dată de Zetterstedt în anul 1838. Conform Catalogue of Life specia Botanophila verticella nu are subspecii cunoscute.